# Nannacara aureocephalus
Nannacara aureocephalus es una especie de peces de la familia Cichlidae en el orden de los Perciformes.

## Morfología
Los machos pueden llegar alcanzar los 6,7 cm de longitud total.

## Hábitat
Vive en zonas de clima tropical entre 23 °C-30 °C de temperatura.

## Distribución geográfica
Se encuentran en Sudamérica:  cuenca del río Approuague (Guayana Francesa ).